# Blind Skateboards
Blind Skateboards är ett företag grundat av Mark González 1989 med hjälp av World Industries. Logon är en tecknad lieman.

## Sponsrade
- James Craig
- Jake Duncombe
- Jake Brown
- Ronnie Creager
- Jani Laitala